# Mustelus whitneyi
Mustelus whitneyi е вид хрущялна риба от семейство Triakidae. Видът е световно застрашен, със статут Уязвим.

## Разпространение
Разпространен е в Перу и Чили.